# Reed College
Reed College es una universidad privada de artes liberales en Portland, Oregón. Fundada en 1908, Reed es una universidad residencial con un campus en el barrio de Eastmoreland, con arquitectura de estilo Tudor-Gótico, y una reserva natural boscosa en el centro. 
Conocida como una de "las universidades más intelectuales del país", Reed se distingue por su programa obligatorio de humanidades en el primer año, su tesis de fin de carrera, su política progresista, su falta de énfasis en las notas, su rigor académico, la falta de inflación en las calificaciones y su proporción inusualmente alta de graduados que obtienen doctorados y otros títulos de posgrado. La universidad cuenta con muchos exalumnos destacados, entre ellos más de cien becarios Fulbright, 67 Watson Fellows y 3 Churchill Scholars. Sus 32 becarios Rhodes son el segundo mayor número para una universidad de artes liberales. Reed ocupa el cuarto lugar en los Estados Unidos entre todas las instituciones de educación superior por el porcentaje de sus graduados que obtienen un doctorado.

## Características Distintivas

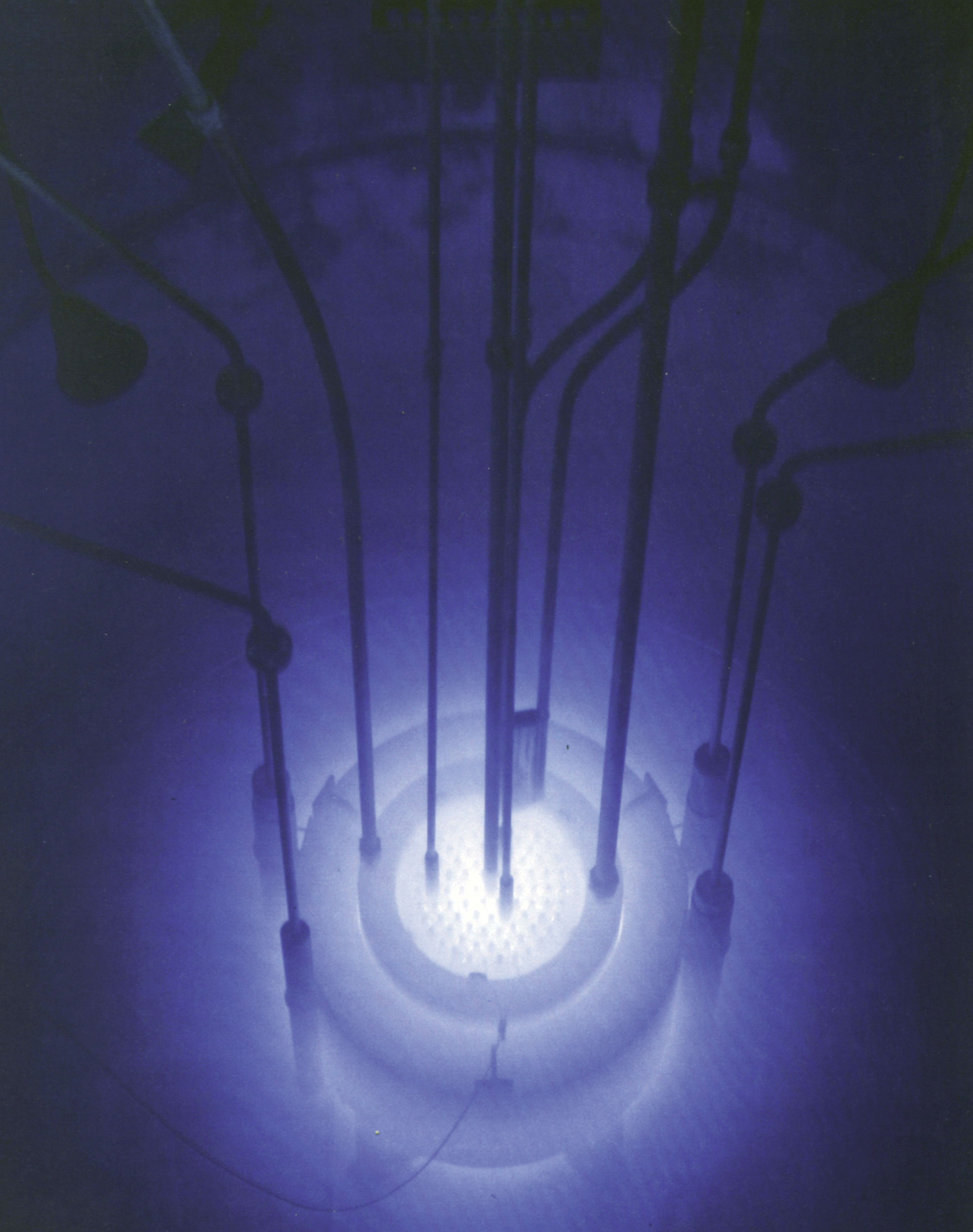
Imagen del NRC de la radiación Cerenkov que rodea el núcleo submarino del reactor de investigación Reed, Reed College, Oregón, EE. UU.

Según el sociólogo Burton Clark, Reed es una de las instituciones de enseñanza superior más inusuales de Estados Unidos, con un plan de estudios tradicional de artes liberales y ciencias naturales. Requiere que los estudiantes de primer año cursen Humanidades 110, una introducción intensiva a la investigación multidisciplinar, que abarca la antigua Grecia y Roma, la Biblia hebrea y la historia judía antigua y, a partir de 2019, la antigua Mesoamérica y el Renacimiento de Harlem. Reed también tiene un reactor de investigación TRIGA en el campus, lo que la convierte en la única universidad en los Estados Unidos que tiene un reactor nuclear operado completamente por estudiantes universitarios. Reed también requiere que todos los estudiantes completen una tesis (un proyecto de investigación de dos semestres de duración realizado bajo la dirección de profesores) durante el último año como requisito previo para la graduación. Una vez finalizada la tesis, los estudiantes deben realizar una defensa oral de noventa minutos sobre el tema de la tesis y su relación con el contexto general de sus estudios.
Reed mantiene un bajo radio de alumnos por profesor 9:1, en el que las clases normalmente están organizadas como una "conferencia" en la que el profesor actúa como mero interlecutor dentro de una discusión guiada por los alumnos. Hay clases magistrales, pero la mayoría se combinan con una conferencia o un laboratorio.
Aunque los estudiantes reciben calificaciones con letras, en Reed se da menos importancia a las notas y se hace hincapié en una "evaluación narrativa". Según la escuela, "se registra una calificación convencional para cada curso, pero la oficina de registro no distribuye las calificaciones a los estudiantes, siempre que el trabajo continúe a un nivel satisfactorio (C o superior). Las calificaciones insatisfactorias se comunican directamente al estudiante y a su asesor. Por lo general, los trabajos y exámenes se devuelven a los estudiantes con comentarios extensos pero sin las calificaciones asignadas".
Reed no tiene fraternidades ni hermandades y pocos equipos deportivos de la NCAA, aunque las clases de educación física (que van desde kayak hasta malabares y capoeira) son obligatorias para graduarse. Reed también tiene varios clubes deportivos intercolegiales. 

## Rankings
En 1995, Reed College se negó a participar en la clasificación de las "mejores universidades" del U.S. News & World Report, convirtiéndose en la primera institución educativa de Estados Unidos que se negaba a participar en clasificaciones de universidades. Según la Oficina de Admisiones de Reed, la negativa del centro a participar se basó en revelaciones de 1994 de The Wall Street Journal sobre instituciones que manipulaban flagrantemente los datos para ascender en las clasificaciones de U.S. News y otras guías universitarias populares. U.S. News mantiene que sus clasificaciones son "una herramienta muy legítima para llegar a un cierto nivel de conocimiento sobre las universidades". En 2019, un equipo de estudiantes de estadística recreó la fórmula utilizada por U.S. News y pudo identificar y cuantificar la sanción impuesta a Reed. Los estudiantes descubrieron que la universidad estaba clasificada unos 52 puestos por debajo de una aplicación imparcial de la rúbrica de puntuación de U.S. News.
En 2006, la revista Newsweek nombró a Reed como una de las veinticinco "New Ivies" incluyéndola entre "las universidades de élite del país". En 2012, Newsweek clasificó a Reed como la 15.ª universidad "más rigurosa" del país.
Un episodio del podcast Revisionist History de Malcolm Gladwell examina los defectos del sistema de clasificación universitaria de U.S. News. El episodio presenta un proyecto realizado por una profesora de estadística de Reed y sus estudiantes para investigar la mecánica del algoritmo de clasificación, intentando ver si la clasificación de Reed había sido devaluada a propósito porque la escuela se negó a enviar su información a U.S. News. Investigaciones anteriores realizadas por estudiantes de Reed para recrear el algoritmo estadístico de clasificación de U.S. News descubrieron que la clasificación correcta de Reed en 2019 era la 38, en lugar de la 90 asignada.